# Edu Esteve
Edu Esteve   (Badalona, 16 de desembre de 1992), nom amb que es coneix a Eduard Esteve Riba, és un cantant i compositor català. Va començar com a artista independent, publicant-se ell mateix el seu primer disc, Fènix, el 2021. Tanmateix, va saltar a la fama el 2022 gràcies al seu pas pel concurs musical de TV3 Eufòria, on va quedar semifinalista. Fitxat per la discogràfica Música Global, ha continuat treballant en la publicació de noves cançons i discos.
Nascut a Badalona el 1992, és fill del professor de gimnàs Albert Esteve, que va ser mestre de la badalonina Escola Minguella. Interessat pel món de la música des de la joventut, amb catorze anys va començar a compondre cançons i posteriorment va decidir iniciar-se com a artista independent. Va actuar en diverses sales i festivals, a més de presentar-se al càsting d'OT2020, sense arribar a entrar malgrat ser un dels preferits del públic. Tanmateix, va ser reconegut el 2018 al premi a la millor cançó d'estiu per la revista Enderrock. El 2021 va publicar un primer disc autopublicat, Fènix, que va anar acompanyat de la gira Fènix Tour.
El 2022 va ser seleccionat com a participant al concurs musical Eufòria de TV3, on va quedar finalista. Això va suposar el seu salt a la fama, perquè malgrat no haver estat el guanyador, va esdevenir un dels concursants més emblemàtics i estimats del públic. L'etapa del programa la va tancar participant a la gira conjunta organitzada des del programa cantant al Palau Sant Jordi de Barcelona. Posteriorment ha fet concerts amb cançons pròpies i versions, i ha participat a festivals com Pedralbes, Sons del Món, entre d'altres.
El mateix 2022 va ser contractat pel segell discogràfic Música Global, amb qui va publicar el primer senzill Primavera, una cançó escrita amb Adrià Salas, membre de La Pegatina, que va actuar com a padrí d'Esteve en la indústria discogràfica. El tema va ser el que més va sonar a les emissores catalanes. El febrer de 2023 va llençar el segon senzill No vull despertar. Ambdós senzills van ser inclosos en un EP publicat el maig de 2023 titulat Ara o mai, que va donar lloc a una gira que va començar a les Festes de Maig de Badalona.
L'agost de 2023 va participar al programa L'au pair de TV3, fent de cangur per a uns nens.
És cosí segon de la cantant Vicco.